# Ivan Kirkov
Ivan Nikolov Kirkov (bolgárul: Иван Николов Кирков; Aszenovgrad, 1932. január 1. – Aszenovgrad, 2010. szeptember 19.) bolgár festő és illusztrátor.

## Élete

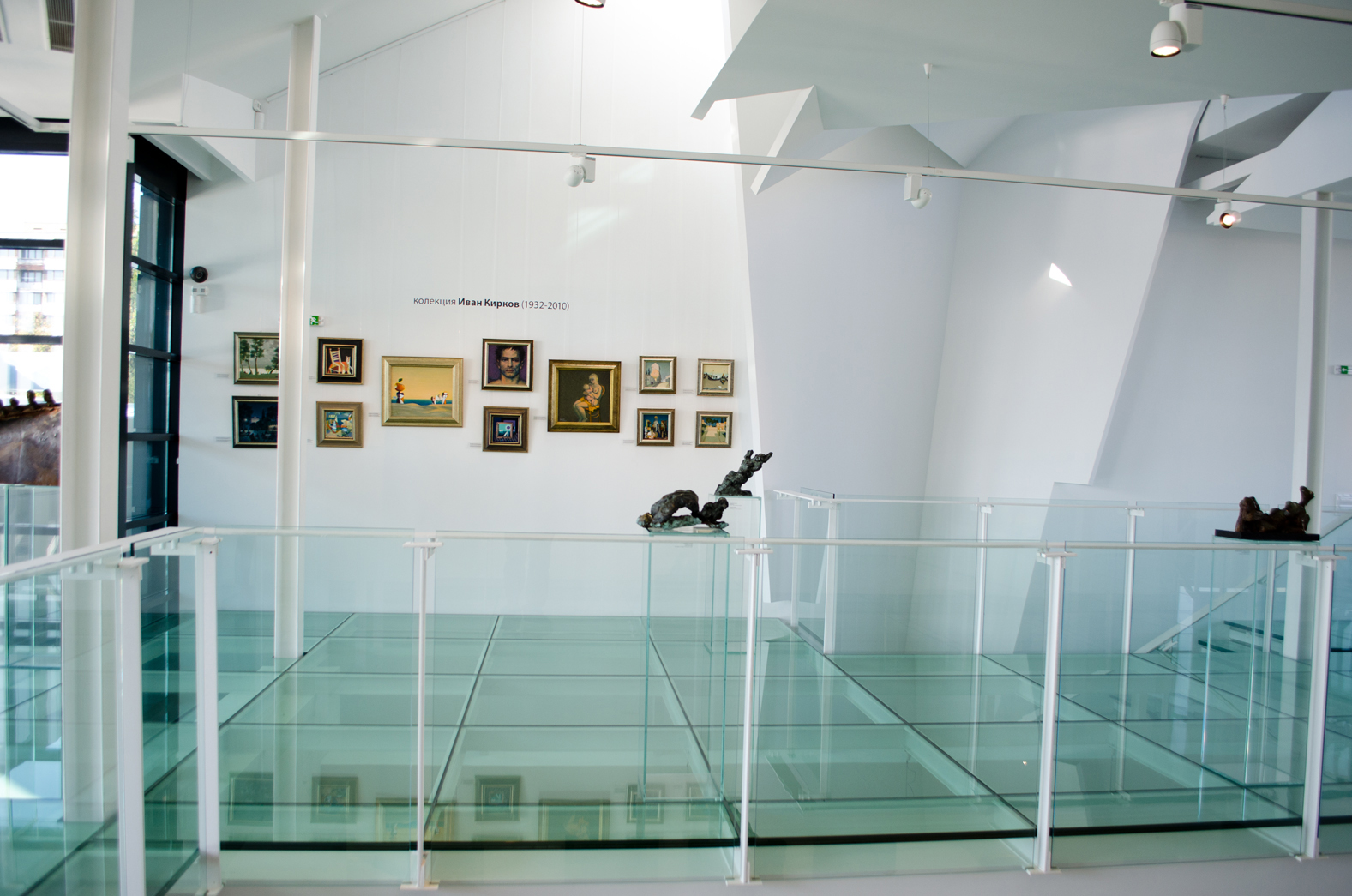
Az „Ivan Kirkov-gyűjtemény” az Új Bolgár Egyetem UniArt galériájában az állandó kiállítás része

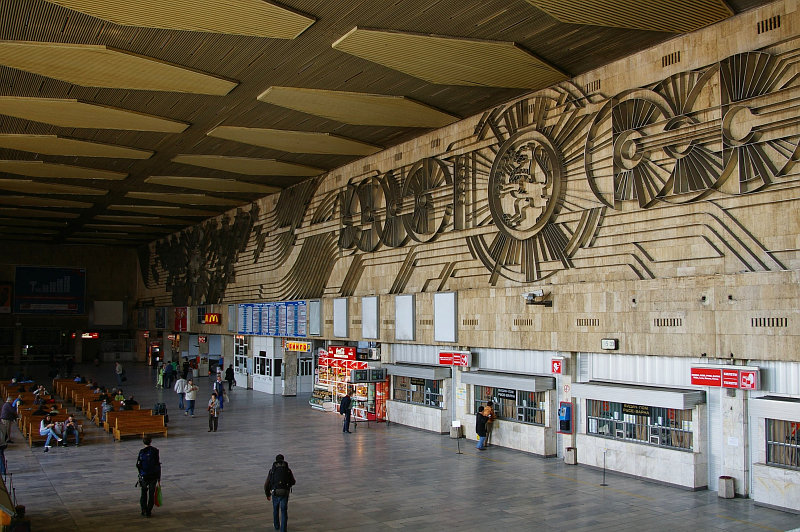
Kirkov pannója a szófiai központi pályaudvar falán

A középiskola után a szófiai Nemzeti Művészeti Akadémián tanult festészetet Ilija Petrov és Kiril Conev professzoroknál. 1955-ben megszerezte a diplomáját, utána a festészetnek szentelte az életét, és már 1957-ben bemutathatta első képzőművészeti kiállítását.
A következő években a festmények mellett illusztrációkat, plakátokat és portrékat is készített. Együtt dolgozott Jordan Radicskov szerzővel és drámaíróval, valamint Ljuben Zidarov festő- és grafikusművésszel. 1965 és 1967 között az Aleko Konsztantinov Szatirikus Színházban dolgozott szcenográfusként, és szcenográfiákat készített Szava Dobroplodni, Ivan Vazov és William Shakespeare darabjaihoz, de olyan mozifilmekhez is, mint az Inszpektorat i nostta. (A felügyelő és az éjszaka) szerző: Rangel Vulkanov. Illusztrációkat rajzolt Canko Cerkovszki, Elin Pelin, Ran Boszilek, Kamen Kalcsev és Ivan Turgenyev könyveihez, valamint falfestményeket a Szófia központi pályaudvaron. Ő illusztrálta Madách Imre, Az ember tragédiája c. drámájának bolgár kiadását is.

## Elismerései, díjai
Ivan Kirkov számos díjat kapott a munkásságáért, többek között:
- 1959 – a Bolgár Művészek Szövetségének bronzérme
- 1969 – első díj az illusztrációért
- 1976 – Szófia-díj[6]
- az állami Érdemes Művész címet is megkapta

## Fordítás
- Ez a szócikk részben vagy egészben  az   Ivan Kirkov című német Wikipédia-szócikk ezen változatának fordításán alapul.  Az eredeti cikk szerkesztőit annak laptörténete sorolja fel. Ez a jelzés csupán a megfogalmazás eredetét és a szerzői jogokat jelzi, nem szolgál a cikkben szereplő információk forrásmegjelöléseként.